# Piast Boleszláv
Piast Boleszláv, Boleszló (1280 k. – 1328. november 17. és 24 között) toszeki és cieszyni herceg, esztergomi érsek.

## Élete
Kázmér bytomi és cieszyni herceg és Ilona litván hercegnő fia; testvére, Mária (†1317) révén Károly Róbert magyar király sógora. Krakkóban és Páduában is tanult. 1297-től boroszlói kanonok, 1305-től krakkói scholasticus, majd opulai prépost (1308). Károly Róbert 1321. február 1-jén az esztergomi káptalannal érsekké választatta. 1321. október 2. és 1328 decembere között tényleges esztergomi érsek. 1322 és 1323 között a pozsegai ispáni tisztséget is betöltötte. 1322-ben a király követeként Velencében járt. 1326-ban Esztergomban zsinatot tartott. 1328-ban a domonkosok segítségével küzdött a fraticelli ellen. A nyitrai káptalan küldötteinek bebörtönzésével és Nyitra elfoglalásával kényszerítette ki öccse, Meskó nyitrai püspökké választását. Pecsétje 1323, 1324 és 1328-ból maradt fenn.
Székét 1328 decembere és 1329. június 18. között üresnek jelzik. Utóda 1329-től Dörögdi Miklós.